# Hausfrauen-Report international
Hausfrauen-Report international , este un film erotic german produs în anul 1973 sub regia lui Ernst Hofbauer, el este partea a patra din seria filmelor erotice Hausfrauen-Report (în traducere: Reportajul femeilor casnice). 

## Acțiune
În serial sunt prezentate diferite femei măritate din Budapesta, Londra, New York, Paris, Madrid sau München care sunt neglijate de soții lor. Ele se consolează din punct de vedere sexual cu vecinul, psihiatrul, șoferul de taxiu, sau diferite rudenii. În critica lui Ronald M. Hahn, scrie despre serial că filmul prezintă în mod trivial, infam și profan escapadele sexuale incredibile ale unor femei.

## Distribuție
- Gernot Mohner : Bernt Mittler
- Angelika Baumgart : Brigitte Mittler

Paris :
- Marie-Georges Pascal : Janine
- Paul Bisciglia : Gérard, Janine's husband
- Philippe Gasté : taxi driver

Budapesta :
- Anne Libert : Ilona
- Katharina Herbecq : Marika
- Claus Tinney : Istvan

Londra :
- Shirley Corrigan : Grace Stevenson
- Horst keitel : Richard Stevenson
- Peter Kranz : Marty Stevenson

Madrid :
- Elisabeth Volkmann : Doña Dolores
- Rinaldo Talamonti : Dolores's lover
- Erich Padalewski : Don Geronimo
- Gaby Borck : Candelaria

New-York :
- Günther Kieslich : Doctor Goodfellow
- Dorothea Rau : Mabel
- Ingrid Steeger : Sheila
- Karin Lorson : Pamela

München :
- Maria Raber ...  Linda
- Josef Moosholzer : Xaver Kirchhofer